# Kamendol
Kamendol (cyr. Камендол) – wieś w Serbii, w mieście Belgrad, w gminie miejskiej Grocka. W 2011 roku liczyła 964 mieszkańców.